# ФК Атлетико (Кали)
Атлетико (Кали) ФК (на испански: Atletico Cali F.C.) е колумбийски футболен отбор от Кали, департамент Вале дел Каука. Основан е на 5 декември 2005 г. и участва в Категория Примера Б.

## История
Отборът е създаден в град Картахо, департамент Вале дел Каука. Следващата година е преместен в Хамунди в рамките на същия департамент, където остава до 2008 г. Заради финансови затруднения през 2009 г. тимът е преместен в Кали и е преименуван на Депор Агуабланка. Старото му име е врънато през 2012 г. По време на турнира Апертура Депор отново ще играе в Хамунди докато трае реконструкцията на стадиона в Кали.

## Играчи

### Известни бивши играчи
- Виктор Бония

## Рекорди
- Най-голяма победа: 4:1 срещу Кордоба, 5 август 2007
- Най-голяма загуба: 6:1 срещу Патриотас, 7 май 2011